# Mary, Saône-et-Loire
Mary är en kommun i departementet Saône-et-Loire i regionen Bourgogne-Franche-Comté i östra Frankrike. Kommunen ligger i kantonen Mont-Saint-Vincent som tillhör arrondissementet Chalon-sur-Saône. År 2022 hade Mary 282 invånare.

## Befolkningsutveckling
Antalet invånare i kommunen Mary
| Referens: INSEE |